# 2013 RF109
2013 RF109 est un objet transneptunien, plus précisément un cubewano, d'environ 220 km de diamètre.